# Оренда (спорт)

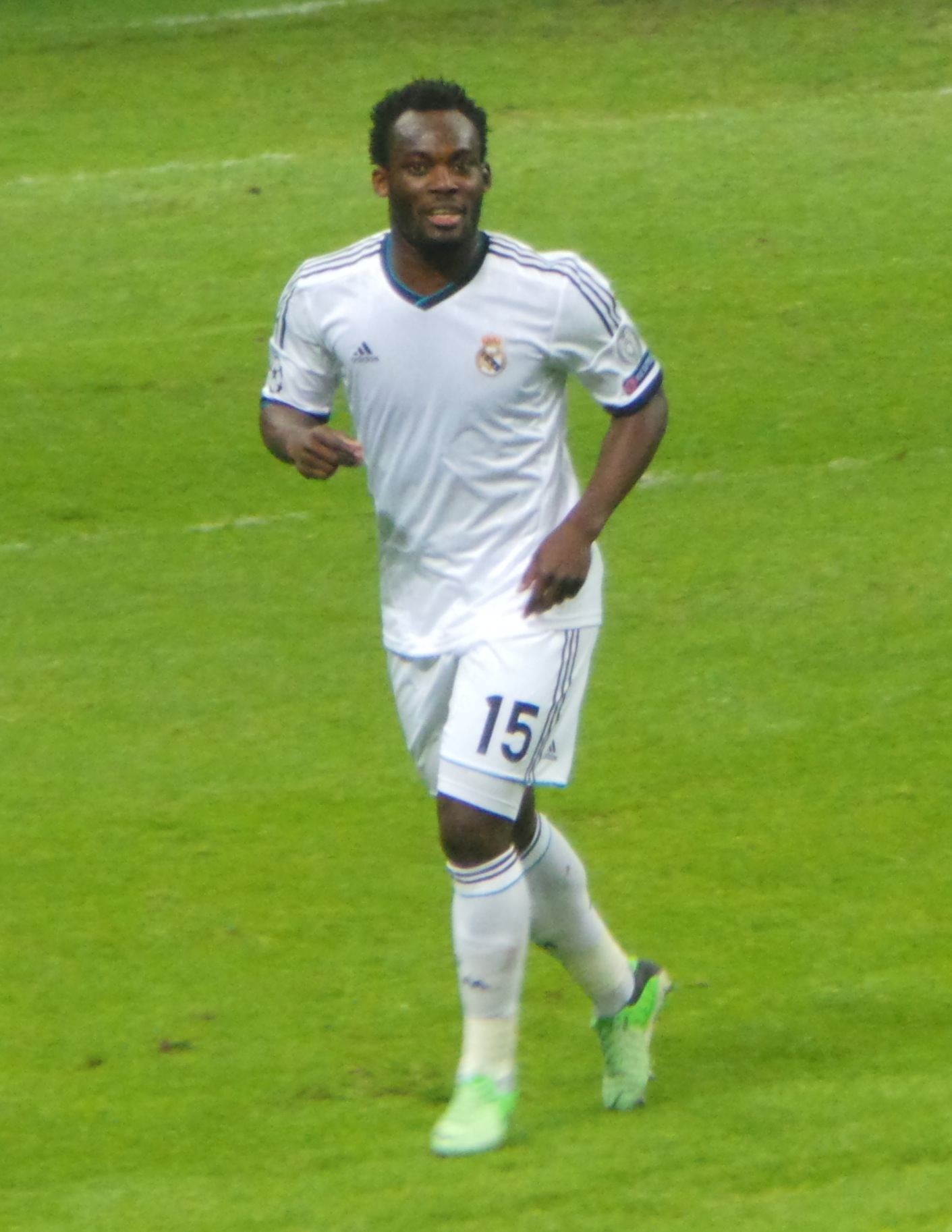
Футболіст Майкл Ессьєн, що належив «Челсі», виступав на правах оренди за «Реал Мадрид» в 2014 році

Оренда в спорті — операція, проведена в період, спеціально відведений для купівлі та продажу гравців (трансферне вікно) так і поза ним, за умовами якої, спортивний клуб (власник контракту спортсмена), тимчасово дозволяє спортсмену виступати за інший клуб на правах оренди. Угода укладається на заздалегідь встановлений строк з відповідною компенсацією (на грошовій або іншій основі) клубу-орендодавцю. Орендні угоди можуть укладатися на різні терміни від окремого матчу до декількох років. Виплата заробітної плати спортсмена при договорі оренди, в залежності від особливостей договору, може виплачуватися як клубом орендодавцем, так і клубом який бере гравця в оренду.

## Основні причини оренди
- Дефіцит ігрової практики. У командних видах спорту іноді складається ситуація, коли гравець з тих чи інших причин не проходить в основний склад клубу, найчастіше це молоді гравці, власні вихованці. Для отримання ігрової практики гравці, що не проходять в основний склад, віддаються в оренду клубів нижчих дивізіонів, у яких вони отримують можливість прогресувати[1].

- Дефіцит бюджету. При зміні тренерського штабу команди іноді складається ситуація, при якій той чи інший гравець не вписується в ігрову схему нового фахівця, і втрачає місце в основному складі, що не знімає з клубу зобов'язань по виплаті його заробітної плати. У таких випадках, з метою економії коштів, гравець віддається в оренду іншому клубу, який бачить його в своїй ігровій схемі, і готовий оплачувати його працю.[1]

- Бажання перегляду спортсмена в умовах активних тренувань і змагань. У таких випадках, як правило, укладається договір оренди з правом подальшого викупу. Клуб бажаючи знизити ризики помилки, не купує права на спортсмена відразу, а укладає договір згідно з яким має можливість ознайомитися з можливостями гравця у справі, після чого вже ухвалити рішення або про його викуп, або не викуп.[1]

## Ціноутворення на ринку оренди
На ринок оренди впливає низка чинників, серед яких можна виділити:
- вимоги, що пред'являються федерацією з відповідного виду спорту в частині комплектування складу клубних команд в період проведення змагань. Якщо вимоги жорсткі — ціна оренди не висока, якщо більш м'які і гравець має право виступу за новий клуб по ходу сезону та інші пом'якшувальні моменти — ціна вище.[1]
- вимоги, що пред'являються клубом орендодавцем до умов роботи в приймаючому клубі. Клуб, що дає гравця в оренду, іноді прописує в орендному договорі умови виступу гравця в новому клубі. Як приклад, в договорі прописується пункт згідно з яким гравець повинен проводити не менше певного відсотка ігрового часу в кожному матчі нової команди. Так само в договорі може бути прописаний пункт, згідно якому гравцеві не можна виходити на матч проти клубу який віддає його в оренду.[1]
- вимоги, що пред'являються спортсменом до умов роботи в приймаючому клубі. При переходах спортсменів зі статусних команд в менш статусні гравці можуть попросити підвищення рівня заробітної плати в новій команді.[1]

## Цікаві факти
- У чемпіонаті України з футболу сезону 2011/12 у заявці «Іллічівця» був 21 гравець, що грав за маріупольців на правах оренди[2]. Більшість з них — молоді гравці з донецького «Шахтаря».

## Зноски
1. 1 2 3 4 5 6 7  ЭКОНОМИКА СПОРТА/Аренда спортсменов
2. ↑  Ильичевец — есть 21 арендованный!

## См. також
- Футбольні трансфери